# 제14회 골든 래즈베리상
제14회 골든 래즈베리상은 1993년 영화를 대상으로 1994년 3월에 열린 시상식이다. 헐리우드 루즈벨트호텔에서 개최되었다.

## 수상 및 후보

### 최악의 작품상
- 은밀한 유혹 수상
- 육체의 증거
- 클리프행어
- 마지막 액션 히어로
- 슬리버

### 최악의 남우주연상
- 사고뭉치 형사 - 버트 레이놀즈 수상
- 슬리버 - 윌리엄 볼드윈
- 육체의 증거 - 윌렘 대포
- 은밀한 유혹 - 로버트 레드포드
- 마지막 액션 히어로 - 아놀드 슈왈제네거

### 최악의 여우주연상
- 육체의 증거 - 마돈나 수상
- 귀여운 빌리 - 멜라니 그리피스
- 포이틱 저스티스 - 자넷 잭슨
- 은밀한 유혹 - 데미 무어
- 슬리버 - 샤론 스톤

### 최악의 남우조연상
- 은밀한 유혹 - 우디 해럴슨 수상
- 슬리버 - 톰 베린저
- 클리프행어 - 존 리스고
- 삼총사 - 크리스 오도넬
- 헛소동 - 키아누 리브스

### 최악의 여우조연상
- 매혹의 여비서 - 페이 더너웨이 수상
- 육체의 증거 - 앤 아처
- 데몰리션 맨 - 산드라 블록
- 슬리버 - 콜린 캠프
- 클리프행어 - 재닌 터너

### 최악의 감독상
- 남자가 여자를 사랑할 때 - 제니퍼 챔버스 린치 수상
- 육체의 증거 - 울리히 에델
- 은밀한 유혹 - 애드리안 라인
- 마지막 액션 히어로 - 존 맥티어난
- 슬리버 - 필립 노이스

### 최악의 각본상
- 은밀한 유혹 수상
- 육체의 증거
- 클리프행어
- 마지막 액션 히어로
- 슬리버

### 최악의 신인상
- 포이틱 저스티스 - 자넷 잭슨 수상
- 핑크 팬더 8 - 핑크 팬더의 아들 - 로베르토 베니니
- 개구쟁이 데니스 - 메이슨 갬블
- 사고뭉치 형사 - Norman D. Golden III
- 마지막 액션 히어로 - 오스틴 오브라이언

### 최악의 주제가상
- 아담스 패밀리 2 - WHOOMP! 수상
- 마지막 액션 히어로 - Big Gun
- 은밀한 유혹 - In All The Right Places

## 같이 보기
- 제66회 아카데미상
- 제47회 영국 아카데미 영화상
- 제51회 골든 글로브상